# DB Schenker

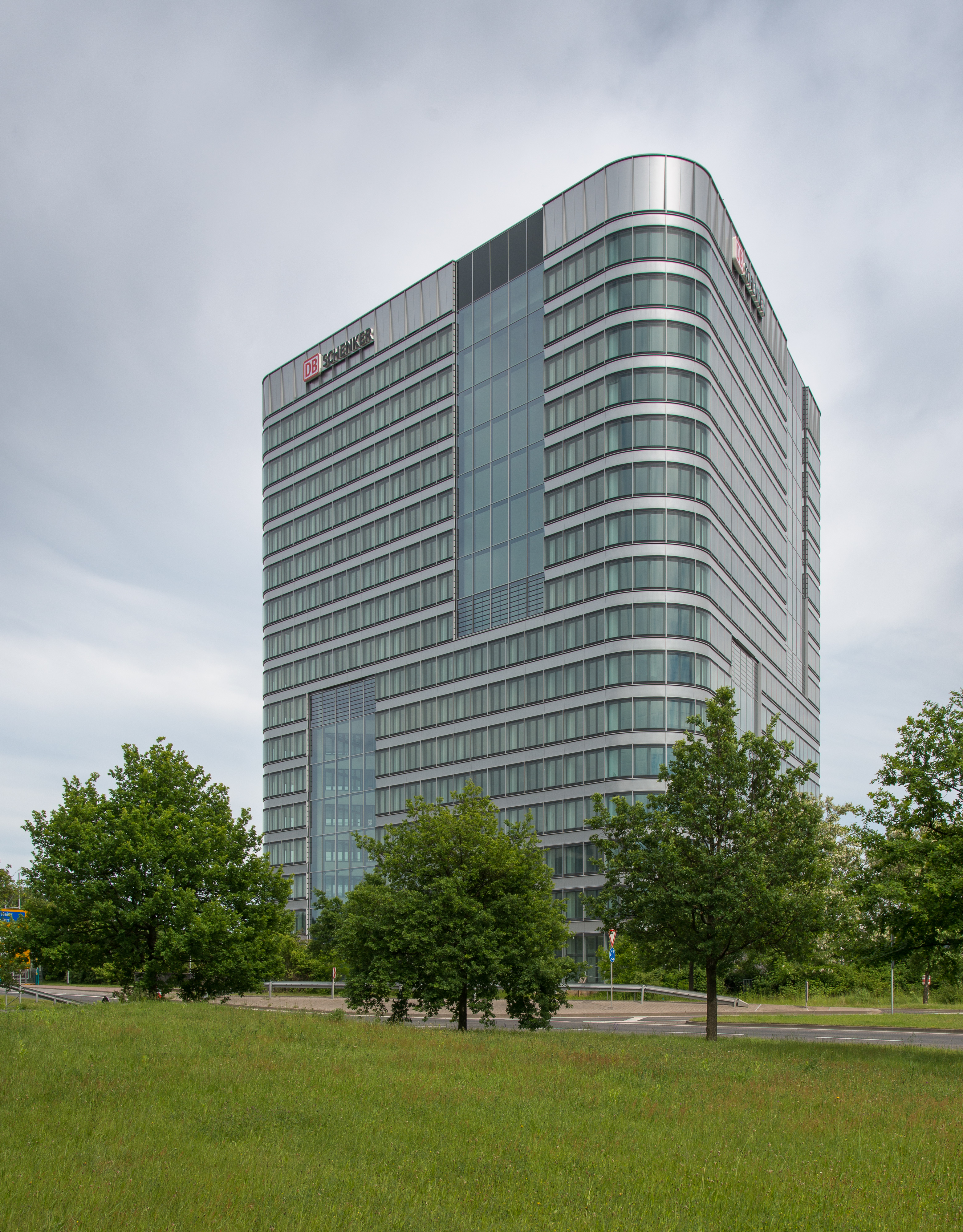
Filiale con logo DB Schenker all'aeroporto di Francoforte (2013)

Il marchio Schenker, ereditato dal suo fondatore  Gottfried Schenker, è entrato nel gruppo Deutsche Bahn nel 2002 attraverso l'acquisizione  della società Stinnes AG. Con il marchio DB Schenker la Deutsche Bahn AG gestisce l'area di business relativa a tutti i servizi di trasporto e logistica del gruppo DB (ad eccezione del trasporto merci su rotaia, che è organizzato nell'area di business DB Cargo).
Il marchio stesso viene utilizzato da tutte le società sotto il controllo della Deutsche Bahn,  mediante la controllata Schenker AG. Nelle comunicazioni esterne Schenker AG e tutte le società del gruppo appaiono come DB Schenker.

## Storia
L'allora amministratore delegato della Deutsche Bahn, Hartmut Mehdorn, giustificò nella sua biografia le acquisizioni di aziende logistiche internazionali con le esigenze dei clienti del trasporto merci. Un'analisi del 2000 ha dimostrato che i 200 clienti dell'azienda con le vendite più elevate consegnavano fino al 60% delle loro merci all'estero  . Dato che l'area centrale della ferrovia era in Germania, i clienti venivano persi a favore dei concorrenti che lì erano meglio posizionati. Non c’era abbastanza tempo per una crescita indipendente in questi mercati. Questa analisi ha portato anche all'acquisto di Stinnes AG nel 2002 e alla conseguente acquisizione del marchio Schenker .
Nel 2013 DB Schenker ha ricevuto il WorldStar Packaging Award dalla World Packaging Organization per gli imballaggi di trasporto riutilizzabili particolarmente sicuri e il Daimler Supplier Award per la logistica contrattuale per servizi logistici superiori alla media. Entrambi i premi vengono assegnati ogni anno.
Dal 2016 DB Cargo, ex DB Schenker Rail, non opera più con il marchio DB Schenker, ma agisce con un nuovo marchio come unità alla pari all'interno del gruppo Bahn, andando a scindere il trasporto ferroviario dalle attività gestite dal marchio.
A dicembre 2023 Deutsche Bahn inizia le procedure per le vendita dell'azienda Schenker .